# 朱安法
永寧榮穆王朱安法（1470年—1522年），明朝周藩第四代永寧王，永寧莊和王朱同釾的嫡長子。

## 生平
朱安法初封永寧長子。弘治十三年（1500年）十月，襲封永寧王。
嘉靖元年（1522年），朱安法去世，享年五十三歲，諡號榮穆。一年後，庶長子鎮國將軍朱睦橪襲爵。

## 家庭

### 王妃
- 林氏，早薨

### 子
- 庶長子：鎮國將軍→永寧恭定王朱睦橪，王妃戴氏
- 庶次子：鎮國將軍朱睦棶，夫人趙氏
- 庶三子：鎮國將軍朱睦柃[3]，夫人張氏
- 庶四子：鎮國將軍朱睦㰘[4]，夫人楊氏
- 庶五子，幼殤[5]
- 庶六子：鎮國將軍朱睦柖[6]

### 女
- 第一女，早殤
- 第二女：武寧縣主，儀賓趙寵尚
- 第三女，幼殤
- 第四女，幼殤
- 第五女：縣主
- 第六女，幼殤

### 孫
孫男女十四人。

## 壙誌
明周藩永宁荣穆王墓誌及誌盖一合，青石质，均保存完好。于尉氏庄头镇采集所得。墓誌为正方形，誌石长74厘米，宽74厘米，厚12厘米；誌盖长74厘米，宽74厘米，厚12厘米。誌石与誌盖四周均饰精美的双龙戏珠纹和云纹。藏开封市博物馆。